# PSOE Europa

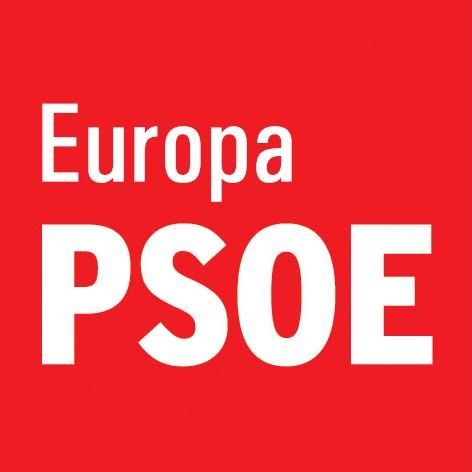
Logo.

Le PSOE Europa (PSOE Europe, en français) est l'organisation régionale du Parti socialiste ouvrier espagnol (PSOE) qui fédère les sections locales du parti situées à l'extérieur des frontières espagnoles mais à l'intérieur du continent européen.

## But
Maintenir et promouvoir les idées socialistes auprès des citoyens espagnols résidant à l'étranger. Se faire le porte-parole des revendications des Espagnols d'Europe au sein du PSOE, comme le sujet de la représentation parlementaire des Espagnols de l'étranger, suivant les modèles de la France, de l'Italie ou du Portugal.

## Direction
Depuis février 2012, sa secrétaire générale est Miriam Herrero. Ce poste fut occupé par Javier Moreno de novembre 2004 à février 2012.